# 411vm 28
411vm 28 je osemindvajseta številka 411 video revije in je izšla januarja 1998.

## Vsebina številke in glasbena podlaga
Glasbena podlaga je navedena v oklepajih.
- Chaos (The Specials - Stand Up)
- Profiles Mathias Ringstrom (Face to Face - Over It)
- Wheels of fortune John Lee, Gideon Choi, Evan Schiefelbine, Kenny Reed (Mr Dibbs - 231 Ways to Fry an Egg, The Grouch  - Dreamer 2000)
- Rookies Joe Pino, Dorian Tucker (Neurosis - Cold Ascending)
- Contests Charleston AM, Tampa (Grave Diggaz - Twelve Jewelz, The Promise Ring - Is This Thing On?, Cuba - Havana)
- Industry Network 17 (Booker T and the MGs - Soul Dressing)
- Road trip A-team, Kwala v Avstraliji (Semisonic - Never You Mind, DJ Cam feat. Channel Live - Broadcasting Live)
- Spot check SF Barriers
- Transitions Make a Wish (Lifetime - Turnpike Gates)